# For All Time
For All Time (englisch für „für alle Zeit“) ist eine Popballade des US-amerikanischen Sängers Michael Jackson. Obwohl eigentlich für das Album Dangerous geschrieben und aufgenommen, erschien For All Time erst 2008 auf Thriller 25, der Jubiläumsedition von Thriller.

## Entstehung
Für das Album Dangerous wollte Jackson einen Song ähnlich wie Human Nature von Thriller schreiben und arbeitete dafür mit den Mitgliedern der Band Toto zusammen, die bereits an Human Nature beteiligt waren. So wurde der Song von Michael Sherwood und Steve Pocaro, Autor von Human Nature geschrieben und von Jackson selbst produziert. Als Inspiration für die Akkorde diente dabei Daydream Believer von den Monkees. Kurz vor der Albumveröffentlichung wurde For All Time zugunsten von Gone Too Soon von der finalen Tracklist genommen. Für die Wörter „for“, „all“ and „time“ wurden jeweils drei andere Vocal Takes verwendet, die dem Refrain eine surreale, traumhafte Atmosphäre geben.

## Inhalt
For All Time beschreibt eine lang andauernde Liebe.

## Besetzung
- Komposition – Steve Porcaro, Michael Sherwood
- Produktion – Michael Jackson
- Solo, Background Vocals – Michael Jackson
- Keyboards – Steve Porcaro, David Paich
- Zusätzliche Keyboard-Beiträge – Angelikson Productions
- Gitarre – Steve Lukather
- Schlagzeug – Jeff Porcaro
- Tontechniker – Bruce Swedien, Tom Bender (Assistent)
- Mix – Mick Guzaski